# Gera (famiglia)
I Gera sono una nobile famiglia originaria di Candide, in Comelico.

## Storia
Esistono numerose tradizioni attorno alle loro origini, ma la maggior parte li ritengono laziali in quanto tra il Due e il Trecento fu patriarca di Aquileia il ferentinate Pietro Gerra. La tesi fu sostenuta anche da Giuseppe Ciani il quale, senza tuttavia basarsi su testimonianze certe, ritiene che l'omonimo nipote del patriarca si portò in Carniola o a Forni di Sopra e da qui si trasferì in Cadore.
Queste considerazioni sono probabilmente errate, dal momento che non si ha notizia di alcun Pietro Gera in nessuno scritto dell'epoca, né posteriore. Inoltre, il cognome Gera non compare nei documenti se non dalla metà del Cinquecento. Gli studi più recenti hanno così individuato il capostipite in un Vettore nativo di Forni di Sopra e vissuto all'inizio del Cinquecento, il quale si trasferì nella borgata di Gera, già parte della pieve di Candide e oggi compresa nel comune di San Nicolò di Comelico.
I Gera si affermarono inizialmente con il notaio Giacomo (1560-1642), proprietario, oltre che della pregevole casa Gera di Candide, della stua (chiusa) sul Padola, infrastruttura fondamentale per la fluitazione del legname diretto in pianura e a Venezia. Il figlio Bartolomeo nel 1664 fu nominato vescovo di Feltre.
La famiglia si stabilì a Conegliano verso la metà del Settecento con un Giuseppe, il quale venne incluso nel locale Consiglio nobile il 28 dicembre 1772. In città e nei dintorni (Ogliano) mantennero a lungo numerose proprietà.
Fu confermata nobile dal governo austriaco con S.R. 11 marzo 1820.
Nel 1939 la casata fu autorizzata ad aggiungere al proprio il cognome Minucci, in ricordo del matrimonio fra Bartolomeo Gera e Giulia Maria Minucci (1782), ultima esponente di un'importante famiglia che annoverava, fra gli altri, l'arcivescovo Minuccio Minucci.

## Membri illustri
- Bartolomeo Gera (1601 - 1681), vescovo di Feltre dal 1664 alla morte
- Vittore Maria Gera (1758 – 1836), agronomo
- Francesco Gera (1803 - 1867), agronomo

## Proprietà

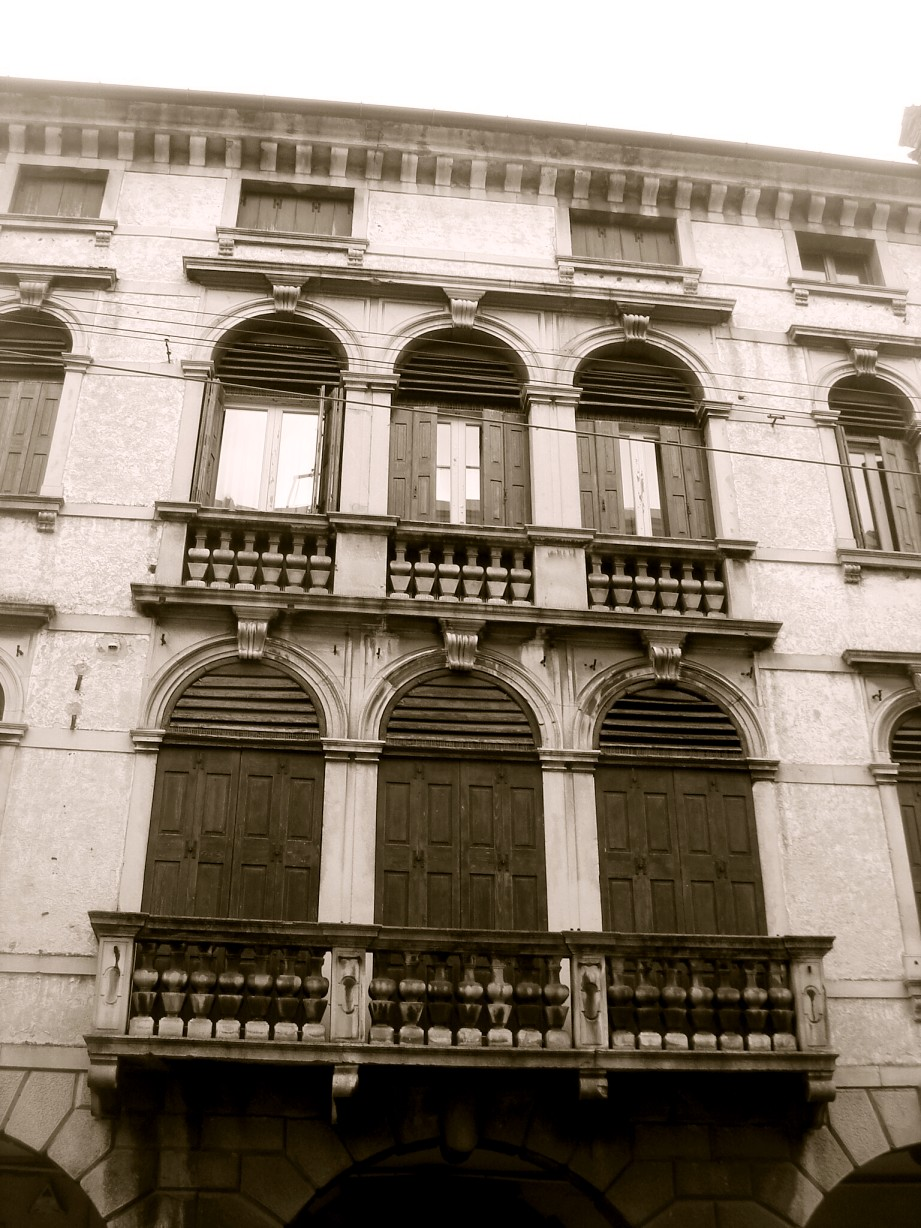
Palazzo Gera, una delle più rilevanti proprietà della famiglia

- Casa Gera a Candide di Comelico Superiore (XII-XIII secolo) - Antichissima costruzione edificata dai Collalto, passò ai Gera nel XVI secolo[4]
- Palazzo Gera a Conegliano (XVIII secolo) - Costruito dai Gamba, passò poco dopo ai Gera[2]
- Villa Gera a Parè di Conegliano (XVIII secolo)[3]
- Villa Gera detta "Palazzo degli Angeli" a Ogliano di Conegliano (XVIII secolo)[6]
- Villa Gera, Amadio, Maresio detta "Palazzo delle Anime" a Ogliano di Conegliano (XVII secolo) - Costruita da Minuccio Minucci, fu in seguito ereditata dai Gera[9]
- Villa Gera, Sinopoli (XIX secolo) - fu innalzata nel 1827 dal commendatore Bartolomeo Gera su progetto di Giuseppe Jappelli[10]
- Villa Gera-Minucci, Bellati a Campea di Miane (XVI secolo)[11]

## Stemma
Inquartato d'argento e di nero, il 2º e 3º caricati di un giglio d'argento.